# 埃皮扎夫罗斯
埃皮扎夫罗斯（希臘語：Επίδαυρος）是希腊伯罗奔尼撒大区阿尔戈利斯专区的市镇，行政中心为利古里奥镇。市镇面积为338.06平方公里，2021年人口数量为7,030人。
此市镇设立于2011年地方政府改革中，由原两个市镇合并而成，原市镇则成为此市镇的两个市区。